# Bulbostylis rarissima
Bulbostylis rarissima là một loài thực vật có hoa trong họ Cói. Loài này được (Steud.) C.B.Clarke mô tả khoa học đầu tiên năm 1894.